# درنا د نیرو
درنا د نیرو (انگلیسی: Drena De Niro؛ زادهٔ ۳ سپتامبر ۱۹۷۱) یک هنرپیشه اهل ایالات متحده آمریکا است. وی از سال ۱۹۹۶ میلادی تاکنون مشغول فعالیت بوده‌است.
از فیلم‌ها یا برنامه‌های تلویزیونی که وی در آن نقش داشته‌است می‌توان به سگ را بجنبان، حکم مرخصی، وقت نمایش، شهر ساحلی، به نیویورک خوش آمدید و در نگاه اول اشاره کرد.